# M67 (граната)
M67 (M67 Fragmentation Hand Grenade) — американская ручная осколочная граната.

## История
Использование опыта игры в бейсбол и спортивных тренировок бейсболистов для обучения солдат-новобранцев метанию ручных гранат имело место в начале 1941 года, перед вступлением США во вторую мировую войну (однако эти методики оказались не вполне применимы для боевой подготовки, так как использовавшиеся в то время гранаты Mk II отличались от бейсбольных мячей).
Граната М67 была разработана в 1960-е годы и в 1971 принята на вооружение армией США. Впоследствии выпуск ее копий и клонов был налажен в других странах мира. В сентябре 2016 года было объявлено о разработке ручной гранаты нового образца, которая должна заменить М67.

## Описание
Предназначена для поражения живой силы в бою. К цели граната доставляется броском вручную.
Корпус гранаты, который и является осколкообразователем, сделан из стали. Взрывчатое вещество Composition B (композиция B) представляет собой смесь тринитротолуола (TNT) и гексогена (RDX), заливаемую в расплавленном состоянии в корпус. Стандартный состав композиции В — 59,5 % RDX и 39,4 % TNT с добавлением 1 % парафина. Итоговая скорость детонации данного взрывчатого вещества равняется 8050 м/с.
Диаметр гранаты 6,35 см, длина по запалу 9,2-9,25 см, масса гранаты около 400 (+-5-10) граммов. Масса заряда взрывчатого вещества 180-185 граммов. Используется запал М213.
Радиус поражения осколками гранаты 15 метров, радиус возможного поражения 25 метров.
Взрыв гранаты происходит через 4 секунды после освобождения прижимного рычага. Перед броском предварительно следует удалить предохранительное кольцо, прижав рычаг пальцами к корпусу гранаты.
Боевая граната окрашивается в оливково-сероватый цвет.
Граната М68 представляет собой модификацию М67 с электромеханическим запалом М217.
Учебная граната М69 имеет синюю окраску, оснащается веществом-генератором белого дыма, форма и вес у неё такие же, как у боевой гранаты М67.

## Страны-эксплуатанты
- США:
- Украина: получены по программе военной помощи[3]